# أنجيلا ك. ويلسون
أنجيلا ك. ويلسون (بالإنجليزية: Angela K. Wilson)‏ هي كيميائية أمريكية، ولدت في القرن العشرين.